# Dimmi come passi le notti
Dimmi come passi le notti è un brano di Pier Cortese estratto come singolo dall'album Contraddizioni.

## Descrizione
Il brano viene prodotto sotto l'etichetta discografica Universal. Viene inserito sia nell'album Contraddizioni nel 2006 sia nella riedizione del 2007.

## Tracce
Download digitale
1. Dimmi come passi le notti – 3:34

## Video musicale
Il videoclip è stato diretto da Jacopo Tartarone (direttore della fotografia Paolo Bellan e produttore Francesco Ieschiera). Nel video appaiono, nell'ordine, gli Zero Assoluto, Simone Cristicchi, Alessandro Cattelan, Eleonora Giorgi, Lucilla Agosti, Valeria Bilello, Camila Raznovich, Gabriele Cirilli, Roberto Angelini e Andrea Pinketts. Il ruolo delle due sorelle nel videoclip è ricoperto da Arianna Scopelliti con la sorella Veronica in arte Noemi.